# John Searle
John Rogers Searle (født 31. juli 1932 i Denver, Colorado) er en amerikansk filosof og forfatter.